# Ro (Ferrara)
Ro (Rò en el dialecte ferrarès) és una frazione al municipi italià de Riva del Po, a la província de Ferrara, a l'Emília-Romanya. Fins al 31 de desembre de 2018 constituí un comune (municipi) autònom. Al 2018 hi constaven 3.187 habitants.

Ubicació del municipi de Ro dins la província de Ferrara

El centre de Ro té orígens antics, i després de la devolució de Ferrara, quan el govern provincial passà a la Santa Seu, durant un cert període el municipi jugà un paper important com a zona fronterera cap al nord. El 1943, durant la Segona Guerra Mundial, amb la intenció de preservar els arxius de la Legació Papal, que incloïen dos segles i mig d'història ferraresa posterior als Este, foren traslladats del Castello Estense a un edifici proper a l'Ajuntament, que fou bombardejat el 1945. Gran part d'aquest arxiu, encara sense catalogar ni organitzar, fou destruït irreparablement. També hi destaca la farmàcia històrica Rina i Nino Sgarbi.
La proximitat al riu Po ha influït fortament en la seva economia, afectada per freqüents inundacions. Quan es controlà millor aquest fet la situació, gaudí d'un notable desenvolupament agrícola; també vinculat al cultiu del blat i la seva transformació en farina gràcies als molins de la zona.

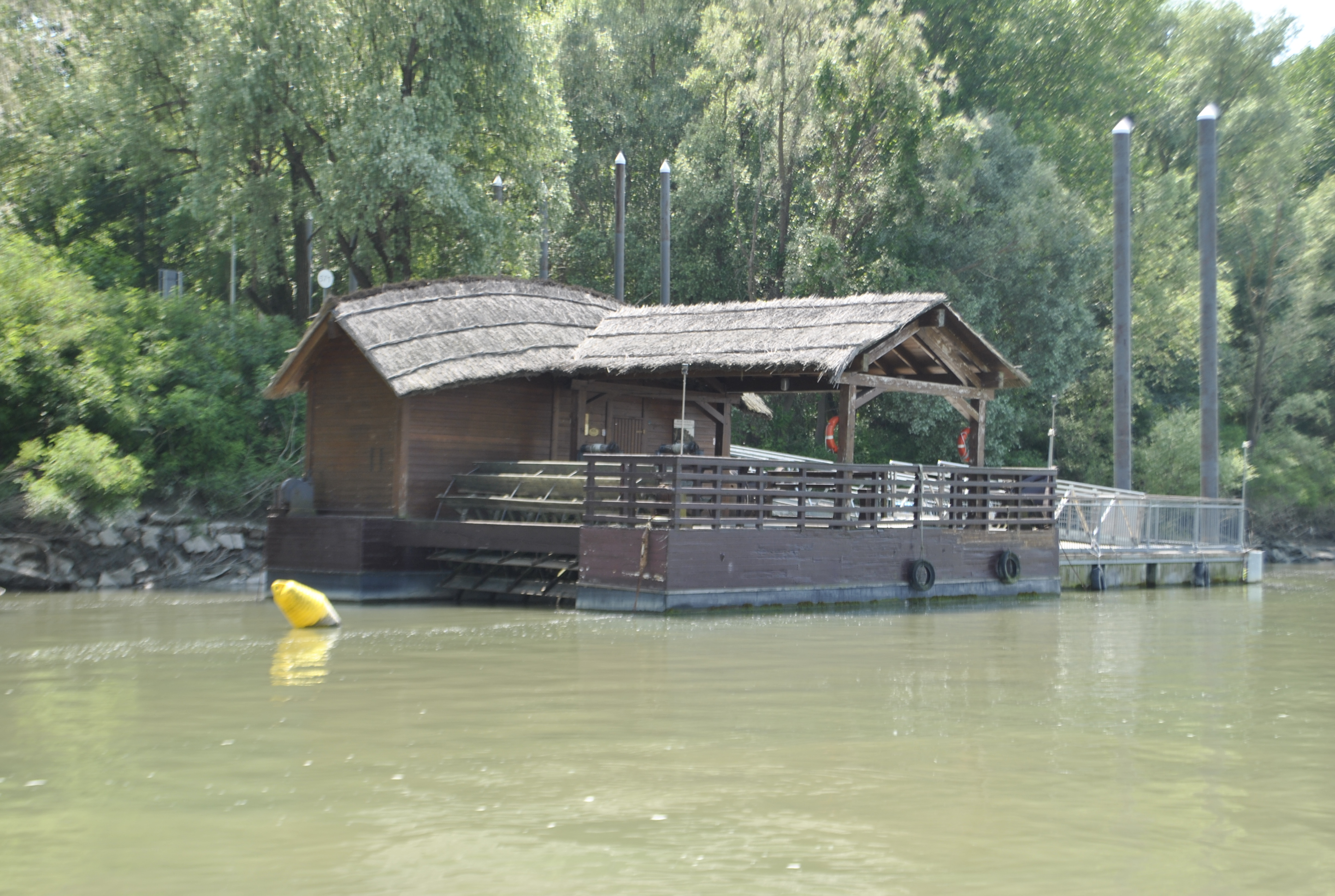
Reconstrucció d'un molí de Po.

S'hi celebra el Sagra della miseria  (festival de la misèria). El nom de l'esdeveniment rememora amb el seu nom la voluntat de redescobrir els plats pobres i típics de la cultura camperola local del passat i de recordar el món descrit per Riccardo Bacchelli a Il mulino del Po.
L'escut d'armes del municipi de Ro fou instituït per regio decreto (reial decret) del 6 de juny de 1916. L'escut d'armes reunia l'escut negre i platejat de Ferrara i una faixa ondulada que reproduïa el curs del Po.
| «                  | "Cuneat de sable i argent, travessat per una faixa d'atzur, ondulada, amb una corona d'argent." | » |
| — R.D. 06.06.1916. |                                                                                                 |   |